# Lago Wörth
El lago Wörth (en alemán: Wörthsee) es un lago situado en la región administrativa de Alta Baviera, en el estado de Baviera (Alemania), a una elevación de 560 metros; tiene un área de 430 hectáreas. 
Está localizado al este del lago Ammer, al suroeste de Múnich.

## Isla y leyenda
La lago es llamado así por la isla homónima de la parte oeste, llamada popularmente Isla ratón. El nombre popular viene de una antigua leyenda: hace muchos años, un rico pero insensible conde era dueño del lago. Durante un periodo de hambruna algunos campesinos fueron a pedirle comida al conde, quien tenía comida de sobra en un granero, pero hizo quemar este para no dársela a los campesinos. Los campesinos lloraron la pérdida, y el conde se decía a sí mismo que los lamentos sonaban como ratones. Al poco tiempo, una horda de ratones llegó al castillo y se comieron vivo al conde.